# 佐久间大介
佐久間大介（日语：／ Sakuma Daisuke，1992年7月5日—）日本男藝人，出生於東京都。2005年進入傑尼斯事務所，2012年開始作為Snow Man成員開展活動。2015年城西國際大學媒體學部畢業，2020年正式出道，活躍在歌唱、舞蹈、舞台、電視劇、綜藝節目等領域，作為動漫愛好者為人所知，並有動畫電影《白蛇：缘起》配音等相關作品。愛稱Sakkun。

## 個人經歷

### 2005 - 2008年：初次亮相，登上舞台
- 2005年9月25日進入傑尼斯事務所。入社不久便經過甄選成為限定組合「修二與彰」的Jr .伴舞成員出演青春Amigo PV及相關舞台活動，當時Music Station節目上的表演為加入傑尼斯事務所後的首次電視節目演出。
- 2006年成為伴舞團「Jr.BOYS」成員，同年首次出演舞台劇《Musical Dream Boys》。
- 2007年加入由瀧澤秀明主演的舞台劇《瀧澤歌舞伎》。此後長年演出《瀧澤歌舞伎》、《DREAM BOYS》、《PLAY ZONE》、《少年們》、《ABC座》、《JOHNNYS ' World》等系列舞台劇。

### 2009 - 2018年：團體結成，漫長之路
- 2009年成為傑尼斯Jr.「Mis Snow Man」成員，該團體為現今Snow Man前身[1]。
- 2011年8月同組合的阿部亮平因學業暫停活動，10月真田佑馬和野澤祐樹則開始從事「noon boyz」的團體活動，當時阿部亮平歸期未定，包含佐久間大介在內的五人後續活動備受壓力，當時普遍認為他們會因此而解散，工作邀約也逐漸減少。
- 2012年5月3日，在《瀧澤歌舞伎 2012》舞台表演時，身後屏幕上出現團體名稱「Snow Man」，6人團體正式結成。即便團體結成，後輩們陸續早於他們出道的情況下Snow Man出道之日仍未可見，只有持續漫長的等待之路。
- 2018年與深澤辰哉共同主演舞台劇《Cash on Delivery》[2][3]，在此次合作中同為年長組的兩人，互相建立起比以往更加深厚的信賴關係與默契[4]。

### 2019 - 2020年：座長擔綱，正式出道
- 2019年2月Snow Man主演的《瀧澤歌舞伎 ZERO》在京都南座上演，並正式擔任該舞台劇座長[5]。8月8日，在東京巨蛋舉辦的「小傑尼斯8・8慶典 〜從東京巨蛋啟程〜」演唱會上宣布將於2020年CD出道。
- 2020年1月22日Snow Man與SixTONES共同CD出道[6]，此時佐久間大介歷經14年之久的傑尼斯Jr.生涯，僅次於同組合15年的深澤辰哉和阿部亮平，終於正式出道。

### 2020 - 至今：深刻熱愛，聲優出道
- 2020年一向熱愛動漫的佐久間大介初次挑戰聲優參演動畫《黑色五葉草》，擔任以他自己為原型的原創角色「マクサ・ノース」[7]，雖僅只有一集的演出亦是開始配音演員的第一項工作。所屬組合的歌曲《Stories》及《Grandeur》分別作為動畫主題曲[8]，主題曲《Stories》消息發布當日「演唱動畫主題曲，佐久間的夢想實現了」成為熱門話題使得佐久間大介本人成為SNS話題趨勢。2月4日，由Snow Man共同主演的電影《瀧澤歌舞伎ZERO 2020 The Movie》在日本上映。

- 2021年作為主演的日語版動畫電影《白蛇：縁起》上映，飾演男主角許宣[9]，是以聲優身份出道的首個作品，並由組合演唱歌曲《緣-YUÁN-》做為電影主題曲[10]。同年7月，首檔個人冠名節目《Snow Man佐久間式 「佐賀偶像是傳奇」聖地巡禮之旅》在九州地區播放[11]。

- 2022年登上動漫雜誌《Purizm》封面，為該雜誌創刊以來首位真人男性作為封面人物。同年3月25日主演的真人動畫改編電影《阿松》上映，飾演松野家五男 松野十四松。4月9日，以動漫為主題暢談的首個冠名主持廣播《Snow Man佐久間大介的等一等、不行、受不了了、》開始連載[12]。7月1日，首次單獨為《CDレコ》擔任形象代言人[13]。7月4日，作為核心角色常規配音的動畫《卡片戰鬥!! 先導者will+Dress》於生日當天初放送[14]。7月8日，宣布確診感染新型冠狀病毒[15]，出現喉嚨痛、發燒至40.1度等症狀，進行一段時間的靜養和觀察後於7月18日回歸活動[16]。

- 2023年2月25日擔任傑尼斯特別節目《ジャニーズJr.CHAMP》審查員演出[17]；4月3日起原先作為長期嘉賓演出的晨間節目《ラヴィット! （Love it！）》正式升任為常駐人員[18]。4月7日起從前輩三宅健手中接棒，擔任NHK節目《 みんなの手話（每個人的手語） 》常駐手語領航員[19]。4月2日開始為期一個月的《瀧澤歌舞伎ZERO FINAL》舞台劇演出，並加開多場電影院同步直播放映[20][21][22]，多年以來參與其中的《瀧澤歌舞伎》系列在擔任第五年的舞台劇座長時，因傑尼斯事務所人事變動，舞台劇製作人瀧澤秀明離開事務所後，該年度成為最後一次的演出，為此系列畫下句點。5月26日，緊接《瀧澤歌舞伎ZERO FINAL》演出結束，隨同Snow Man第三張專輯《I DO ME》展開演唱會巡迴，首次踏上東京巨蛋舞台實現未出道時的夢想[23][24]。11月7日個人事務所「ハレノオト株式会社」成立，為前傑尼斯事務所解散風波後首位開設個人事務所的藝人，Snow Man其他成員渡邊翔太、阿部亮平緊隨其後接續公開個人事務所，登記地址均與SMILE-UP.[註 1]登記地址相同[25]。12月31日，個人《X》帳戶開通使用。

## 人物

### 笑容：性格轉變，守護團隊
早些年性格內向沉靜寡言，總是站在團隊的後方，加之對舞台總是嚴正以待，教導後輩嚴肅的表現，在當時被Jr.認為是恐怖的前輩。
前輩瀧澤秀明曾於2012年瀧澤歌舞伎上，寫信表達對他站到舞台前方展現自身魅力的期許。當時Snow Man整體氛圍較為被動，經歷幾次團隊的人員動盪調整之後，佐久間大介決心改變，克服內向的性格給自己作為團隊先鋒隊長的使命，主動站在隊伍的最前方用笑容、笑聲與充沛的活力引領整個團隊前進。
打開心扉做了巨大改變之後積極外向，以大大的笑容面對他人而備受喜愛，如今被稱為團隊的氣氛引領者，只要笑聲一起就能帶動現場的空氣，讓整個團隊活躍起來。
隊友深澤辰哉曾說過，「如果佐久間大介喉嚨不舒服沒法說話的那天，那一整天休息室都會很安靜」、「你在與不在的時候整團氣氛完全不一樣，與其說你是氣氛製造者不如說你就是Snow Man的氣氛」。
隊友岩本照：「一直受助於佐久間的笑容。他的笑容就像太陽一樣，非常的和煦。」
隊友渡邊翔太：「除了舞蹈他還有許多值得誇獎的地方，而最應該誇獎的，是他為了團體而去改變性格所做出的努力」。

### 舞蹈特技：特技擔當，向著稍縱即逝的夢幻起舞
- 舞蹈

「對以前沉默內向的我來說，獲得第一個展示自己的方式就是跳舞。」早期不善表達，在接觸過舞蹈之後感受到其中的魅力，將之視為表達自身的重要語言
。
小學二年級開始學習Hip-Pop，四、五年級的時候學習各種舞蹈，Jazz、Locking、Breaking、Popping、Waving、House、芭蕾等許多舞種。
一開始時並不喜歡芭蕾，後面逐漸喜歡並且進入芭蕾舞團學習，現在即便是激烈的舞蹈也能保持重心穩定，延伸至手指末端有意識的舞動也是因為芭蕾的經驗，曾說過如果沒有進傑尼斯大概會進專業芭蕾舞團。在瀧澤歌舞伎時亦會與出演的芭蕾舞者交流心得。
如今習得的舞蹈種類更是廣泛、技巧純熟各舞種互相運用，能夠迅速掌握一支舞蹈所需要的表現方式，肢體、面部的情感表現上尤其澎拜動人，在舞台上與音樂融為一體，隨著不同的音樂風格改變跳舞的姿態。亦擅長使用隨身的各類服飾配件道具加入舞蹈當中作為身體之外的延伸，增添舞蹈的可看性。
他認為表演時就算在不起眼的位置，也絕對會有人看到，所以一直在做自身認為最高水準的演出。擁有強大的舞台掌控力，即便不是自己的粉絲也會在他舞動綻放的時候被吸引眼光與之追隨，因而被粉絲稱為「他擔狩獵者」。
隊友宮舘涼太曾以櫻花來形容佐久間大介的舞蹈，「櫻花是稍縱即逝的夢幻，起舞時的佐久間就像櫻花瓣(飄落時)一樣美麗」。
隊友向井康二則以「針尖上的花朵」來比喻。
- 特技

幼稚園時在體操俱樂部學過基本體操，小學之前就學會使用側手翻，後空翻等技巧則是進入傑尼斯事務所後自行練習而來。
特技方面常使用，前(後、側)空翻、後(側)手翻、連續後(側)手翻、單手後(側)手翻、Macaco、高空(台)後翻、540 kick、Flashkick、Butterfly kick、Raiz、Side Flip、Webster…等等技巧，個人能隨心使用各式特技演出，亦會與隊友配合多人組合技應用。Snow Man原六人時期擅長使用特技搭配舞蹈演出，為一大特色，也被外界稱為特技團，而佐久間大介亦屬於其中佼佼者。
控制身體的方式高效俐落，身姿柔軟靈巧、核心強健穩定有力，落點精準。經常表演的後空翻姿態輕盈美麗，且獨特的滯空感極具美感。即便是在擁有眾多會使用特技表演藝人的傑尼斯事務所當中，也被認為是動作特別突出漂亮的一位。從Jr時期起，在瀧澤歌舞伎中就常被賦予重點特技演出的重任，更是參與過許多種類的飛天(flying)演出。
他擅長舞蹈和雜技，被評價為身體能力高，但實際上，跑步時很笨拙，而且不擅長球類及其他各項運動，因此常說自己運動神經不好，只是恰巧會跳舞與雜技。

### 動畫二次元：淋漓盡致，不停止的表現力
從小喜歡《小魔女DoReMi》等晨間動畫。知道深夜動畫的契機是2006年放送的《櫻蘭高校男公關部》。
原先性格安靜、內向，受喜愛動畫角色的影響，說話方式及性格都無意識漸漸向動畫角色靠近，舞台表現力豐富多彩，「如果沒有邂逅動畫的話，就沒有現在的我」、「我的表現力說是全部都受到動漫的影響也不為過。其中最明顯的是情感變得非常豐富」。
與Kis-My-Ft2 宮田俊哉同樣是動畫《Love Live!》的狂熱粉絲，最愛的角色是矢澤妮可。曾在瀧澤歌舞伎的舞台上引用該角色台詞「所謂偶像並不是展露笑容給人看的工作，而是要讓人露出笑容的工作」，且在自身偶像活動中作為借鑒。
從動漫角色的生活方式和思維方式中受到不同啟發和刺激。格鬥動畫《範馬刃牙》中有個叫做範馬勇次郎的角色，有句台詞是「不要去爭，而是發揮自己的特點」，啟發他比起相互競爭發揮自己的個性是更好的做法，將之變成自己的武器。「教會了我打磨自己的特長是很重要的這一件事」。
經由在同所大學就讀的兄長得知城西國際大學新建立了一個映像藝術課程，有演藝及傳播等多樣化的科目被其中的聲優科目所吸引，而決定升讀城西國際大學的媒體學部媒體情報學科。於2011年四月開始就讀，因此佐久間大介為該科系的第一批學生，2015年三月畢業。目前偶像活動外亦拓展聲優領域活動中。

### PINK：抓住眼球的存在
代表色為粉紅色(PINK)。佐久間大介最開始並沒有特別喜歡粉紅這一色彩，在當時正值想要改變突破，選擇了粉色作為自身代表色，嘗試從另一種角度去看待原先不適應的事物。
一般慣例在傑尼斯事務所的偶像團體代表色分配中，通常紅色定位為主要角色，而他認為沒必要被顏色束縛，不管是哪個顏色站在C位都很好，以此展現各自的定位及閃光點。
自2021年開始將頭髮染成粉紅色，除舞台劇期間或特殊演出需求外，長期維持住亮眼的粉紅髮色。曾在舞台劇結束當天連夜將黑髮染回粉色，隔日直接錄製晨間節目《LOVE IT!》，因此造成話題。
髮色和成員代表色相同，與他開朗風趣的性格相輔相成，在組合中尤為突出吸引他人注意力，藉此將自身設定為團隊中的一個標誌，鮮豔明亮的粉紅色能夠讓不熟悉的人對他本人、團隊快速留下印象。
在2022年拍攝電影《Matching》期間，因角色設定為金髮，正好和其他演出活動、廣告工作、演唱會等等拍攝工作相重合，為維持偶像工作的粉色印象，在兩周內換了四次髮色。雖說使用color butter這種染髮劑和護髮劑的混合物來調整髮色，但過於頻繁的來回轉換依然造成損傷，頭髮逐漸斷掉，電影導演都曾詢問「你剪頭髮了嗎?」。當時與經紀人共同商量哪個工作用粉色，但有一次把頭髮換成僅一天的粉色，積極程度也依然讓經紀人感到驚訝。

## 音樂作品
關於Snow Man的音樂作品，請參見Snow Man#音樂作品

## 影視作品
主演作品以粗體顯示，組合出演請參考 Snow Man 或 Mis Snow Man，此處僅列出個人演出。

### 電影
- 热雪 HOT SNOW（2011年7月9日，メディアプルポ（日语：メディアプルポ）） - 飾 土井宗司
- 電影版 私立馬鹿蘭高校（2012年10月13日上映，Showgate（日语：博報堂DYミュージック&ピクチャーズ）） - 飾 三国颯太
- 電影版 假面教師（2014年2月22日上映，Showgate） - 飾 副學生會長
- 永不言棄 Last Hold！（2018年5月12日上映，松竹） - 飾 桑本由人 [43]
- 電影版 少年們（2019年3月29日上映，松竹） - 飾 マル [44]
- 瀧澤歌舞伎ZERO 2020 The Movie（2020年12月4日上映，松竹） - 主演[45]
- 阿松（2022年3月25日上映，東寶） - 飾 松野十四松[46]
- 完美配對謀殺案Matching（台灣2024年6月14日上映，華映娛樂；日本2024年2月23日上映，KADOKAWA） - 飾 永山吐夢[47][48]

### 電視劇
- Piece（2012年10月6日 - 12月29日，日本電視台） - 飾 丸尾行兒[49]

### 聲優配音
- 電視動畫
  - 黑色五葉草 第140話（2020年8月25日，東京電視台） - 飾 マクサ・ノース[50]
  - 卡片戰鬥!! 先導者 will+Dress（2022年7月5日 - 9月27日，東京電視網） - 飾 迴間充[51]
  - 卡片戰鬥!! 先導者 will+Dress Season2（2023年1月14日 - 4月1日，東京電視網） - 飾 迴間充
  - 卡片戰鬥!! 先導者 Divinez DELUXE篇（2025年1月11日 - ，東京電視網） - 飾 迴間充[52]
  - Idol光之美少女你與我♪（2025年2月23日，朝日放送電視台・朝日電視網） - 飾 響凱特[53]

- 動畫電影
  - 白蛇：縁起（2021年7月30日） - 飾 許宣（與三森铃子雙主演）[54][55]
  - 電影Idol光之美少女你與我♪（2025年9月12日） - 飾 響凱特[56]

- 其他
  - 境界のメロデ（有聲輕小說，2024年5月24日出版，KADOKAWA） - 飾 天野カイ[57]
  - 寺島拓篤 Concept EP 「ELEMENTS」（2024年9月4日發行） - 飾 神秘的存在「薩梅爾」[58]

### 電視節目
- 冠名 / 常駐節目

| 節目名稱                                               | 播出日期                     | 電視台        | 備註                   |
| Snow Man佐久間式「佐賀偶像是傳奇」聖地巡禮之旅         | 2021年7月23日                | TVQ九州電視台 | 個人冠名主持           |
| Snow Man佐久間式「佐賀偶像是傳奇」聖地巡禮之旅－第二彈 | 2021年12月29日               | TVQ九州電視台 | 個人冠名主持           |
| LOVE IT!（ラヴィット!）                                | 2021年11月2日起 - 至今       | TBS電視台     | 節目常駐               |
| NHK大家的手語（NHKみんなの手話）                       | 2023年4月7日 - 2023年9月22日 | NHK教育頻道   | 節目引導員             |
| 夜明けのラヴィット                                     | 2023年4月15日起 - 至今       | TBS電視台     | 節目常駐               |
| サクサクヒムヒム                                       | 2024年9月6日、2024年9月13日  | 日本電視台    | 與日村勇紀共同冠名主持 |
| アニソン大百科                                         | 2025年3月19日                | TBS電視台     | 主持人                 |

- 歷年節目

```
 #重複播放之節目不列入其中
```

| 日期     | 節目名稱                      | 電視台     | 共同演出人員                                   | 備註           |
| 4月8日   | 有吉研討會「2小時SP」         | TBS電視台  | 目黒蓮                                         |                |
| 4月10日  | CINEMA PACKET(シネマパケット) | 仙台電視台 | 岩本照、深澤辰哉、渡邊翔太、阿部亮平、宮舘涼太 |                |
| 4月17日  | CINEMA PACKET(シネマパケット) | 仙台電視台 | 岩本照、深澤辰哉、渡邊翔太、阿部亮平、宮舘涼太 |                |
| 6月14日  | ヒルナンデス                  | 日本電視台 |                                                |                |
| 7月9日   | トリニクって何の肉!?          | 朝日電視台 |                                                |                |
| 7月13日  | 地図探偵 アノ店ドノ道!?       | 日本電視台 |                                                |                |
| 7月20日  | ABChanZOO                     | 東京電視台 | 深澤辰哉                                       |                |
| 7月25日  | アウト×デラックス             | 富士電視台 |                                                | 20190829未公開 |
| 8月28日  | 富美男のズバッと聞きます      | 富士電視台 | 宮舘涼太                                       |                |
| 10月1日  | 幸せにしてあげるわよ          | 富士電視台 | 目黒蓮、向井康二                               |                |
| 11月26日 | トリニクって何の肉!?          | 朝日電視台 |                                                |                |
| 12月22日 | Love music                    | 富士電視台 |                                                |                |

| 日期     | 節目名稱                                 | 電視台     | 共同演出人員               | 備註   |
| 1月1日   | Handsome Joe's GOD5                      | 富士電視台 | 岩本照                     |        |
| 1月4日   | 著信御禮！ケータイ大喜利                 | NHK        | 向井康二                   |        |
| 1月6日   | 帰れマンデー見っけ隊!! 3時間SP           | 朝日電視台 |                            |        |
| 1月22日  | BACK TO SCHOOL！                         | 富士電視台 |                            |        |
| 2月8日   | 國王的早午餐                             | TBS電視台  |                            |        |
| 2月29日  | 國王的早午餐                             | TBS電視台  |                            |        |
| 3月4日   | すじがねファンです!                      | 朝日電視台 |                            |        |
| 4月7日   | トリニクって何の肉!?                     | 朝日電視台 |                            |        |
| 4月14日  | トリニクって何の肉!?                     | 朝日電視台 |                            |        |
| 5月12日  | トリニクって何の肉!?                     | 朝日電視台 |                            |        |
| 7月5日   | Love music                               | 富士電視台 |                            |        |
| 7月11日  | アニマルふしぎZOO鑑                      | 朝日電視台 |                            |        |
| 7月22日  | クイズ!ニアニア！                        | NHK        |                            |        |
| 8月29日  | ただ今、コント中。                       | 富士電視台 | 渡邊翔太、目黒蓮、ラウール |        |
| 9月7日   | 沼にハマってきいてみた                   | NHK        |                            | 生放送 |
| 9月17日  | ニンゲン観察バラエティ モニタリング      | TBS電視台  | 渡邊翔太、岩本照           |        |
| 9月22日  | トリニクって何の肉!?                     | 朝日電視台 |                            |        |
| 10月3日  | 國王的早午餐                             | TBS電視台  |                            |        |
| 10月5日  | ネプリーグSP                             | 富士電視台 |                            |        |
| 10月8日  | ダウンタウンDX                           | 日本電視台 | 渡邊翔太                   |        |
| 10月10日 | 國王的早午餐                             | TBS電視台  |                            |        |
| 10月11日 | 上田晉也的日本獎牌故事                   | 日本電視台 |                            |        |
| 10月17日 | 國王的早午餐                             | TBS電視台  |                            |        |
| 10月17日 | 超逆境クイズバトル!!99人の壁             | 富士電視台 |                            |        |
| 10月18日 | 上田晉也的日本獎牌故事                   | TBS電視台  |                            |        |
| 11月15日 | アンタッチャブルのおバカワいい映像バトル | 富士電視台 |                            |        |
| 12月30日 | 有吉之壁                                 | 日本電視台 | 深澤辰哉、渡邊翔太         |        |

| 日期     | 節目名稱                                                | 電視台        | 共同演出人員                           | 備註 |
| 1月2日   | 第7キングダム 新春SP                                    | 日本電視台    | 向井康二                               | |
| 1月7日   | アウト×デラックス(総集編)                               | 富士電視台    |                                        | VTR出演 |
| 1月16日  | 聲優公園建設計畫VR部                                    | 朝日電視台    |                                        | |
| 1月20日  | バナナサンド                                            | TBS電視台     | 渡邊翔太                               | |
| 2月3日   | 世界フシギ動畫祭り                                      | 朝日電視台    |                                        | |
| 3月4日   | モニタリング大賞                                        | TBS電視台     | 渡邊翔太、岩本照                       | VTR出演 |
| 3月15日  | 有田プレビュールーム兩小時SP                            | TBS電視台     | 深澤辰哉、渡邊翔太、宮舘涼太、阿部亮平 | |
| 3月25日  | 2021vs1995～2000 アニソンバトルBEST20                   | 朝日電視台    |                                        | |
| 4月13日  | オトラクション                                          | TBS電視台     | 深澤辰哉、渡邊翔太、宮舘涼太、岩本照   | |
| 4月23日  | LOVE IT!                                                | TBS電視台     | 阿部亮平                               | |
| 6月10日  | 動物スクープ100連発                                     | TBS電視台     |                                        | |
| 7月6日   | バナナサンド                                            | TBS電視台     | 深澤辰哉、ラウール                     | |
| 7月10日  | 國王的早午餐                                            | TBS電視台     | ラウール                               | |
| 7月23日  | Snow Man佐久間式 「佐賀偶像是傳奇」聖地巡禮之旅         | TVQ九州電視台 |                                        | 初個人冠名節目 |
| 7月24日  | 國王的早午餐                                            | TBS電視台     |                                        | |
| 8月17日  | バナナサンド                                            | TBS電視台     | 深澤辰哉、ラウール                     | |
| 8月22日  | ジャンプビクトリーカーニバル 特番                       |               |                                        | |
| 9月14日  | 快答！50面SHOW                                          | TBS電視台     | 阿部亮平                               | VTR出演 |
| 9月15日  | LOVE IT!                                                | TBS電視台     |                                        | |
| 9月17日  | Music Station                                           | 朝日電視台    |                                        | VTR出演 |
| 9月29日  | 突然ですが占ってもいいですか?2時間SP                    | 富士電視台    | 深澤辰哉、目黑蓮                       | |
| 10月5日  | LOVE IT!                                                | TBS電視台     |                                        | |
| 10月17日 | くりぃむナンタラ                                        | 朝日電視台    | 目黑蓮                                 | |
| 10月19日 | LOVE IT!                                                | TBS電視台     |                                        | |
| 10月22日 | バズリズム02                                            | 日本電視台    | 宮舘涼太、向井康二                     | VTR出演 |
| 11月2日  | LOVE IT!                                                | TBS電視台     | 宮舘涼太                               | * 於11月2日起與宮舘涼太每周二輪流演出新單元「お試しSnow Man！(試試吧Snow Man，簡稱試雪ためスノ）」 * 本周為試雪外景 |
| 11月11日 | 動物スクープ100連発                                     | TBS電視台     |                                        | |
| 11月16日 | LOVE IT!                                                | TBS電視台     |                                        | |
| 11月23日 | 跳舞吧！秋刀魚御殿！！                                  | 日本電視台    |                                        | |
| 11月24日 | 奇蹟9                                                   | 朝日電視台    | 阿部亮平                               | |
| 11月27日 | 青空餐廳                                                | 日本電視台    | 深澤辰哉                               | |
| 11月30日 | LOVE IT!                                                | TBS電視台     |                                        | |
| 11月30日 | イチモニ                                                | 北海道電視台  | 宮舘涼太                               | |
| 12月3日  | 狼少年                                                  | TBS電視台     | 宮舘涼太                               | |
| 12月4日  | 花咲タイムズ                                            | CBC電視台     | 宮舘涼太                               | |
| 12月5日  | 出動!謎ときヒーロー                                     | TBS電視台     |                                        | |
| 12月6日  | 聲優公園建設計畫VR部                                    | 朝日電視台    |                                        | |
| 12月7日  | LOVE IT!                                                | TBS電視台     |                                        | |
| 12月14日 | LOVE IT!                                                | TBS電視台     | 宮舘涼太                               | 試雪外景 |
| 12月21日 | LOVE IT!                                                | TBS電視台     |                                        | |
| 12月29日 | Snow Man佐久間式 「佐賀偶像是傳奇」聖地巡禮之旅－第二彈 | TVQ九州電視台 |                                        | 個人冠名節目 |

| 日期     | 節目名稱                                                            | 電視台       | 共同演出人員                 | 備註 |
| 1月1日   | 旁白扭蛋~你能做到嗎?~                                               | 朝日電視台   | 深澤辰哉、渡辺翔太           | |
| 1月3日   | このあるある、コントにしてください!                                 | 富士電視台   | 阿部亮平                     | |
| 1月4日   | LOVE IT!                                                            | TBS電視台    | 宮舘涼太                     | 試雪外景 |
| 1月5日   | ドッキリ・ザ・ワールド!                                             | TBS電視台    | 阿部亮平                     | |
| 1月9日   | ホワイト戦士                                                        | 朝日電視台   | 基俊介、影山拓也             | |
| 1月11日  | LOVE IT!                                                            | TBS電視台    | 宮舘涼太                     | 試雪外景 |
| 1月16日  | 聲優公園建設計畫VR部                                                | 朝日電視台   |                              | |
| 2月1日   | LOVE IT!                                                            | TBS電視台    |                              | |
| 2月8日   | LOVE IT!                                                            | TBS電視台    |                              | |
| 2月16日  | ニッポン視察團！3小時SP                                             | 朝日電視台   |                              | |
| 2月20日  | 聲優公園建設計畫VR部                                                | 朝日電視台   |                              | |
| 2月22日  | LOVE IT!                                                            | TBS電視台    |                              | 試雪外景 |
| 3月1日   | LOVE IT!                                                            | TBS電視台    | 宮舘涼太                     | 試雪外景 |
| 3月3日   | ぐるぐるナインティナイン                                            | 日本電視台   |                              | |
| 3月8日   | LOVE IT!                                                            | TBS電視台    |                              | |
| 3月10日  | 動物スクープ100連発                                                 | TBS電視台    |                              | |
| 3月19日  | 國王的早午餐                                                        | TBS電視台    |                              | |
| 3月19日  | 超逆境クイズバトル!!99人の壁                                        | 富士電視台   |                              | |
| 3月20日  | 行列のできる相談所                                                  | 日本電視台   |                              | |
| 3月21日  | 激レアさんを連れてきた                                              | 朝日電視台   |                              | |
| 3月22日  | LOVE IT!                                                            | TBS電視台    |                              | |
| 3月25日  | イチモニ                                                            | 北海道電視台 | 岩本照、阿部亮平             | |
| 3月25日  | おはスタ                                                            | 東京電視台   |                              | |
| 3月26日  | 國王的早午餐                                                        | TBS電視台    |                              | |
| 3月28日  | なんかいみちゃうTV                                                  | 富士電視台   | 深澤辰哉、渡辺翔太、ラウール | |
| 4月12日  | LOVE IT!                                                            | TBS電視台    |                              | |
| 4月26日  | LOVE IT!                                                            | TBS電視台    |                              | |
| 5月3日   | LOVE IT!                                                            | TBS電視台    |                              | |
| 5月17日  | LOVE IT!                                                            | TBS電視台    |                              | |
| 5月31日  | LOVE IT!                                                            | TBS電視台    |                              | |
| 6月5日   | ニッポン視察团 傑作選                                               | 朝日電視台   |                              | |
| 6月7日   | LOVE IT!                                                            | TBS電視台    |                              | * 與節目團隊共同挑戰金氏世界紀錄「最快用報紙包裹人的時間」，以1分21秒挑戰成功，獲得“Team LOVE IT！Tuesday”的證書。 |
| 6月21日  | LOVE IT!                                                            | TBS電視台    |                              | |
| 6月30日  | おはスタ                                                            | 東京電視台   |                              | VTR出演 |
| 7月5日   | LOVE IT!                                                            | TBS電視台    |                              | 佐久間大介生日企劃                                                                                                 |
| 7月31日  | ジャンプアドベンチャーTV                                            | 東京電視台   |                              | |
| 8月2日   | LOVE IT!                                                            | TBS電視台    |                              | |
| 8月16日  | LOVE IT!                                                            | TBS電視台    |                              | 試雪外景 |
| 8月22日  | テレビ冒険少年                                                      | TBS電視台    |                              | |
| 8月23日  | LOVE IT!                                                            | TBS電視台    |                              | 試雪外景 |
| 8月26日  | 映像フカボリ研究所 2度見で開眼                                      | 日本電視台   |                              | |
| 8月30日  | LOVE IT!                                                            | TBS電視台    |                              | 試雪外景 |
| 9月2日   | 映像フカボリ研究所 2度見で開眼                                      | 日本電視台   |                              | |
| 9月7日   | 愛のウップン!                                                       | TBS電視台    |                              | |
| 9月8日   | 櫻井・有吉THE夜会                                                   | TBS電視台    | 宮舘涼太                     | VTR出演 |
| 9月8日   | タクシー運転手さん一番うまい店に連れてって!関東VS関西行楽地グルメSP | 東京電視台   |                              | |
| 9月9日   | 映像フカボリ研究所 2度見で開眼                                      | 日本電視台   |                              | |
| 9月12日  | クイズ! THE違和感                                                   | TBS電視台    | 宮舘涼太                     | |
| 9月13日  | LOVE IT！それスノSP                                                 | TBS電視台    | 深澤辰哉、向井康二           | |
| 9月20日  | LOVE IT!                                                            | TBS電視台    | 宮舘涼太                     | 試雪外景 |
| 9月27日  | LOVE IT!                                                            | TBS電視台    | 宮舘涼太                     | 試雪外景 |
| 9月28日  | 水バラ                                                              | 東京電視台   | 深澤辰哉                     | |
| 10月1日  | 愛のウップン!                                                       | TBS電視台    |                              | |
| 10月4日  | LOVE IT!                                                            | TBS電視台    |                              | |
| 10月18日 | LOVE IT!                                                            | TBS電視台    |                              | |
| 11月1日  | LOVE IT!                                                            | TBS電視台    |                              | |
| 11月22日 | LOVE IT!                                                            | TBS電視台    | 宮舘涼太                     | 試雪外景 |
| 11月29日 | LOVE IT!                                                            | TBS電視台    |                              | |
| 12月06日 | LOVE IT!                                                            | TBS電視台    | 宮舘涼太                     | 試雪外景 |
| 12月13日 | LOVE IT!                                                            | TBS電視台    |                              | |
| 12月27日 | LOVE IT!                                                            | TBS電視台    |                              | |
| 12月28日 | ゴールデンラヴィット!                                               | TBS電視台    | 宮舘涼太                     | * 為LOVE IT!首次黃金時段特番節目                                                                                   |
| 12月30日 | クイズ!国民一斉調査                                                 | 日本電視台   | 深澤辰哉                     | |

| 日期     | 節目名稱                                                       | 電視台                 | 共同演出人員       | 備註     |
| 1月10日  | LOVE IT!                                                       | TBS電視台              |                    |          |
| 1月11日  | かまいガチ                                                     | 朝日電視台             |                    |          |
| 1月24日  | LOVE IT!                                                       | TBS電視台              |                    |          |
| 2月1日   | ホンマでっか!?TV                                               | 富士電視台             |                    |          |
| 2月7日   | LOVE IT!                                                       | TBS電視台              |                    |          |
| 2月9日   | 動物スクープ100連発                                            | TBS電視台              |                    |          |
| 2月21日  | LOVE IT!                                                       | TBS電視台              |                    | 試雪外景 |
| 2月25日  | 有吉ダマせたら10万円                                           | 富士電視台             | 深澤辰哉、向井康二 |          |
| 2月25日  | ジャニーズJr.CHAMP                                             | 中京電視台             | 深澤辰哉           | 評審員   |
| 2月28日  | LOVE IT!                                                       | TBS電視台              |                    | 試雪外景 |
| 3月4日   | 嗚呼!!みんなの動物園                                           | 日本電視台             |                    |          |
| 3月6日   | 川島明のええ声晩餐会                                           | 東京電視台             |                    |          |
| 3月7日   | LOVE IT!                                                       | TBS電視台              |                    |          |
| 3月22日  | 奇蹟9                                                          | 朝日電視台             | 阿部亮平           |          |
| 4月4日   | LOVE IT!                                                       | TBS電視台              |                    |          |
| 4月7日   | みんなの手話                                                   | NHK教育頻道            |                    |          |
| 4月14日  | みんなの手話                                                   | NHK教育頻道            |                    |          |
| 4月18日  | LOVE IT!                                                       | TBS電視台              | 宮舘涼太           | 試雪外景 |
| 4月21日  | みんなの手話                                                   | NHK教育頻道            |                    |          |
| 4月22日  | 夜明けのLOVE IT!                                               | TBS電視台              |                    |          |
| 4月28日  | THE TIME                                                       | TBS電視台              | 宮舘涼太           |          |
| 4月28日  | LOVE IT!                                                       | TBS電視台              | 宮舘涼太           |          |
| 4月28日  | ひるおび                                                       | TBS電視台              | 宮舘涼太           |          |
| 4月28日  | みんなの手話                                                   | NHK教育頻道            |                    |          |
| 4月29日  | 嗚呼!!みんなの動物園                                           | 日本電視台             |                    |          |
| 5月5日   | みんなの手話                                                   | NHK教育頻道            |                    |          |
| 5月6日   | 夜明けのLOVE IT!                                               | TBS電視台              |                    |          |
| 5月12日  | みんなの手話                                                   | NHK教育頻道            |                    |          |
| 5月13日  | 國王的早午餐                                                   | TBS電視台              |                    |          |
| 5月16日  | LOVE IT!                                                       | TBS電視台              |                    |          |
| 5月19日  | みんなの手話                                                   | NHK教育頻道            |                    |          |
| 5月20日  | 夜明けのLOVE IT!                                               | TBS電視台              |                    |          |
| 5月20日  | 國王的早午餐                                                   | TBS電視台              |                    |          |
| 5月26日  | みんなの手話                                                   | NHK教育頻道            |                    |          |
| 5月30日  | LOVE IT!                                                       | TBS電視台              |                    |          |
| 6月2日   | みんなの手話                                                   | NHK教育頻道            |                    |          |
| 6月3日   | 夜明けのLOVE IT!                                               | TBS電視台              |                    |          |
| 6月9日   | みんなの手話                                                   | NHK教育頻道            |                    |          |
| 6月13日  | LOVE IT!                                                       | TBS電視台              |                    |          |
| 6月16日  | みんなの手話                                                   | NHK教育頻道            |                    |          |
| 6月17日  | 夜明けのLOVE IT!                                               | TBS電視台              |                    |          |
| 6月23日  | みんなの手話                                                   | NHK教育頻道            |                    |          |
| 6月26日  | しゃべくり007                                                  | 日本電視台             |                    |          |
| 6月27日  | LOVE IT!                                                       | TBS電視台              |                    |          |
| 7月1日   | 夜明けのLOVE IT!                                               | TBS電視台              |                    |          |
| 7月7日   | みんなの手話                                                   | NHK教育頻道            |                    |          |
| 7月11日  | LOVE IT!                                                       | TBS電視台              |                    |          |
| 7月14日  | みんなの手話                                                   | NHK教育頻道            |                    |          |
| 7月15日  | 夜明けのLOVE IT!                                               | TBS電視台              |                    |          |
| 7月21日  | みんなの手話                                                   | NHK教育頻道            |                    |          |
| 7月25日  | LOVE IT!                                                       | TBS電視台              |                    |          |
| 7月28日  | みんなの手話                                                   | NHK教育頻道            |                    |          |
| 7月29日  | 夜明けのLOVE IT!                                               | TBS電視台              |                    |          |
| 8月4日   | みんなの手話                                                   | NHK教育頻道            |                    |          |
| 8月8日   | LOVE IT!                                                       | TBS電視台              | 宮舘涼太           |          |
| 8月11日  | みんなの手話                                                   | NHK教育頻道            |                    |          |
| 8月12日  | 夜明けのLOVE IT!                                               | TBS電視台              | 宮舘涼太           |          |
| 8月18日  | みんなの手話                                                   | NHK教育頻道            |                    |          |
| 8月19日  | 土曜はナニする！？                                             | 關西電視台、富士電視台 | 岩本照             |          |
| 8月22日  | LOVE IT!                                                       | TBS電視台              | 宮舘涼太           |          |
| 8月25日  | みんなの手話                                                   | NHK教育頻道            |                    |          |
| 8月26日  | 夜明けのLOVE IT!                                               | TBS電視台              | 宮舘涼太           |          |
| 8月26日  | 王様のブランチ                                                 | TBS電視台              | 宮舘涼太           |          |
| 8月29日  | 潜在能力テスト                                                 | 富士電視台             |                    |          |
| 9月1日   | みんなの手話                                                   | NHK教育頻道            |                    |          |
| 9月3日   | 日曜日の初耳学                                                 | TBS電視台              |                    |          |
| 9月5日   | LOVE IT!                                                       | TBS電視台              |                    |          |
| 9月6日   | 水バラ                                                         | [TBS電視台             | 深澤辰哉           |          |
| 9月7日   | ぽかぽか                                                       | 富士電視台             |                    |          |
| 9月8日   | みんなの手話                                                   | NHK教育頻道            |                    |          |
| 9月9日   | 夜明けのLOVE IT!                                               | TBS電視台              |                    |          |
| 9月15日  | みんなの手話                                                   | NHK教育頻道            |                    |          |
| 9月19日  | LOVE IT!                                                       | TBS電視台              |                    |          |
| 9月22日  | みんなの手話                                                   | NHK教育頻道            |                    |          |
| 9月23日  | 夜明けのLOVE IT!                                               | TBS電視台              |                    |          |
| 9月30日  | 出川×田中×岡村のスモール3!                                     | TBS電視台              | 宮舘涼太、阿部亮平 |          |
| 10月7日  | 夜明けのLOVE IT!                                               | TBS電視台              |                    |          |
| 10月14日 | オールスター感謝祭23秋                                         | TBS電視台              | 宮舘涼太           |          |
| 10月17日 | LOVE IT!                                                       | TBS電視台              |                    |          |
| 10月21日 | 夜明けのLOVE IT!                                               | TBS電視台              |                    |          |
| 10月31日 | LOVE IT!                                                       | TBS電視台              |                    |          |
| 11月4日  | 夜明けのLOVE IT!                                               | TBS電視台              |                    |          |
| 11月7日  | LOVE IT!                                                       | TBS電視台              | 宮舘涼太           |          |
| 11月14日 | LOVE IT!                                                       | TBS電視台              | 宮舘涼太           |          |
| 11月18日 | 夜明けのLOVE IT!                                               | TBS電視台              |                    |          |
| 11月19日 | タクシー運転手さん一番うまい店に連れてって！予習復習スペシャル | 東京電視台             |                    |          |
| 11月28日 | LOVE IT!                                                       | TBS電視台              | 宮舘涼太           |          |
| 12月2日  | 夜明けのLOVE IT!                                               | TBS電視台              |                    |          |
| 12月12日 | LOVE IT!                                                       | TBS電視台              |                    |          |
| 12月16日 | 夜明けのLOVE IT!                                               | TBS電視台              |                    |          |
| 12月17日 | ヒロミのお節買い！                                             | 東京電視台             |                    |          |
| 12月20日 | ホンマでっか!?TV                                               | 富士電視台             |                    |          |
| 12月26日 | ゴールデンラヴィット！                                         | TBS電視台              | 宮舘涼太           |          |

| 日期     | 節目名稱                                   | 電視台       | 共同演出人員       | 備註 |
| 1月1日   | 有吉弘行のプライベートジェット爆食ツアー！ | 富士電視台   | 深澤辰哉、宮舘涼太 |      |
| 1月9日   | LOVE IT!                                   | TBS電視台    |                    |      |
| 1月13日  | 夜明けのLOVE IT!                           | TBS電視台    |                    |      |
| 1月18日  | グッド！モーニング                         | 朝日電視台   |                    |      |
| 1月18日  | THE TIME                                   | TBS電視台    |                    |      |
| 1月18日  | めざましテレビ                             | 富士電視台   |                    |      |
| 1月18日  | ZIP                                        |              |                    |      |
| 1月18日  | ノンストップ                               | 富士電視台   |                    |      |
| 1月18日  | ドデスカ                                   | 名古屋電視台 |                    |      |
| 1月18日  | アサデス                                   | 九州朝日放送 |                    |      |
| 1月23日  | LOVE IT!                                   | TBS電視台    |                    |      |
| 1月27日  | 夜明けのLOVE IT!                           | TBS電視台    |                    |      |
| 2月3日   | ジロジロ有吉                               | TBS電視台    |                    |      |
| 2月6日   | LOVE IT!                                   | TBS電視台    |                    |      |
| 2月10日  | 夜明けのLOVE IT!                           | TBS電視台    |                    |      |
| 2月10日  | 新しいカギ                                 | 富士電視台   | 渡邊翔太           |      |
| 2月10日  | ジロジロ有吉                               | TBS電視台    |                    |      |
| 2月13日  | バナナサンド                               | TBS電視台    | 渡邊翔太           |      |
| 2月14日  | ZIP!                                       |              |                    |      |
| 2月14日  | DayDay.                                    |              |                    |      |
| 2月14日  | news every                                 |              |                    |      |
| 2月14日  | 水バラハイウェイ旅                         | 東京電視台   | 深澤辰哉           |      |
| 2月17日  | 王様のブランチ                             | TBS電視台    |                    |      |
| 2月18日  | 行列のできる相談所                         | 日本電視台   |                    |      |
| 2月20日  | LOVE IT!                                   | TBS電視台    |                    |      |
| 2月23日  | ぽかぽか                                   | 富士電視台   |                    |      |
| 2月24日  | 夜明けのLOVE IT!                           | TBS電視台    |                    |      |
| 2月24日  | 王様のブランチ                             | TBS電視台    |                    |      |
| 2月26日  | ネプリーグ                                 | 富士電視台   |                    |      |
| 2月27日  | 突然ですが占ってもいいですか？             | TBS電視台    | 深澤辰哉           |      |
| 3月2日   | 夜明けのLOVE IT!                           | TBS電視台    | 宮舘涼太           |      |
| 3月5日   | LOVE IT!                                   | TBS電視台    |                    |      |
| 3月9日   | 夜明けのLOVE IT!                           | TBS電視台    |                    |      |
| 3月19日  | LOVE IT!                                   | TBS電視台    |                    |      |
| 3月23日  | 夜明けのLOVE IT!                           | TBS電視台    |                    |      |
| 3月23日  | 土曜はナニする!?                           | 富士電視台   | 岩本照             |      |
| 3月23日  | 新しいカギ                                 | TBS電視台    | 渡邊翔太、Raul     |      |
| 3月26日  | LOVE IT!                                   | TBS電視台    | 宮舘涼太           |      |
| 3月30日  | 夜明けのLOVE IT!                           | TBS電視台    | 宮舘涼太           |      |
| 4月2日   | LOVE IT!                                   | TBS電視台    |                    |      |
| 4月6日   | 夜明けのLOVE IT!                           | TBS電視台    |                    |      |
| 4月8日   | バナナサンド【今夜よる7時】                | TBS電視台    |                    |      |
| 4月9日   | バナナサンド                               | TBS電視台    | 渡邊翔太、目黑蓮   |      |
| 4月16日  | LOVE IT!                                   | TBS電視台    |                    |      |
| 4月18日  | アニマリング                               | TBS電視台    |                    |      |
| 4月20日  | 夜明けのLOVE IT!                           | TBS電視台    |                    |      |
| 4月21日  | 世界アニソン総選挙                         | 朝日電視台   |                    |      |
| 4月30日  | LOVE IT!                                   | TBS電視台    |                    |      |
| 5月4日   | 夜明けのLOVE IT!                           | TBS電視台    |                    |      |
| 5月11日  | ヒロミのおせっ買い！                       | 日本電視台   |                    |      |
| 5月14日  | LOVE IT!                                   | TBS電視台    |                    |      |
| 5月18日  | 夜明けのLOVE IT!                           | TBS電視台    | 宮舘涼太           |      |
| 5月23日  | わんにゃん観察アニマリング                 | TBS電視台    |                    |      |
| 5月28日  | LOVE IT!                                   | TBS電視台    |                    |      |
| 6月1日   | 夜明けのLOVE IT!                           | TBS電視台    |                    |      |
| 6月9日   | わんにゃん観察アニマリング                 | TBS電視台    |                    |      |
| 6月10日  | わんにゃん観察アニマリング                 | TBS電視台    |                    |      |
| 6月11日  | LOVE IT!                                   | TBS電視台    |                    |      |
| 6月15日  | 夜明けのLOVE IT!                           | TBS電視台    |                    |      |
| 6月18日  | アサデス                                   | 九州朝日放送 |                    |      |
| 6月22日  | 新しいカギ                                 | 富士電視台   |                    |      |
| 6月25日  | アサデス                                   | 九州朝日放送 |                    |      |
| 6月25日  | LOVE IT!                                   | TBS電視台    |                    |      |
| 6月27日  | アリガト！JAPAN                            | 富士電視台   |                    |      |
| 6月29日  | 夜明けのLOVE IT!                           | TBS電視台    |                    |      |
| 7月9日   | LOVE IT!                                   | TBS電視台    |                    |      |
| 7月13日  | 夜明けのLOVE IT!                           | TBS電視台    |                    |      |
| 7月14日  | 坂上＆指原のつぶれない店                   | TBS電視台    |                    |      |
| 7月23日  | LOVE IT!                                   | TBS電視台    |                    |      |
| 7月24日  | 世界頂グルメ                               | 日本電視台   |                    |      |
| 7月27日  | 夜明けのLOVE IT!                           | TBS電視台    |                    |      |
| 7月27日  | 王様のブランチ                             | TBS電視台    |                    |      |
| 7月31日  | バリはやッ！ZIP！                          | 福岡放送     | 渡邊翔太、向井康二 |      |
| 7月31日  | アサデス                                   | 九州朝日放送 | 渡邊翔太、向井康二 |      |
| 7月31日  | タダイマ！                                 | RKB毎日放送  | 渡邊翔太、向井康二 |      |
| 8月2日   | イチオシ！！                               | テレビ西日本 | 渡邊翔太           |      |
| 8月2日   | 音楽楽√                                    | 読売電視台   | 渡邊翔太           |      |
| 8月2日   | ももち浜ストア                             | テレビ西日本 | 渡邊翔太           |      |
| 8月6日   | LOVE IT!                                   | TBS電視台    |                    |      |
| 8月10日  | 夜明けのLOVE IT!                           | TBS電視台    |                    |      |
| 8月10日  | あらあらかしこ                             | 仙台放送     | 渡邊翔太、向井康二 |      |
| 8月13日  | 踊る！さんま御殿!!                         | 日本電視台   |                    |      |
| 8月15日  | アニマリング                               | TBS電視台    |                    |      |
| 8月20日  | LOVE IT!                                   | TBS電視台    | 宮舘涼太           |      |
| 8月24日  | 夜明けのLOVE IT!                           | TBS電視台    | 宮舘涼太           |      |
| 8月27日  | LOVE IT!                                   | TBS電視台    | 宮舘涼太           |      |
| 8月31日  | 夜明けのLOVE IT!                           | TBS電視台    | 宮舘涼太           |      |
| 9月3日   | LOVE IT!                                   | TBS電視台    | 宮舘涼太           |      |
| 9月6日   | ガラッとチェンジマン                       | TBS電視台    |                    |      |
| 9月6日   | サクサクヒムヒム                           | 日本電視台   |                    |      |
| 9月7日   | 夜明けのLOVE IT!                           | TBS電視台    | 宮舘涼太           |      |
| 9月12日  | アニマリング                               | TBS電視台    |                    |      |
| 9月13日  | サクサクヒムヒム                           | 日本電視台   |                    |      |
| 9月17日  | LOVE IT!                                   | TBS電視台    |                    |      |
| 9月21日  | 夜明けのLOVE IT!                           | TBS電視台    |                    |      |
| 9月30日  | ネプリーグ                                 | 富士電視台   |                    |      |
| 10月1日  | LOVE IT!                                   | TBS電視台    |                    |      |
| 10月5日  | 夜明けのLOVE IT!                           | TBS電視台    |                    |      |
| 10月8日  | LOVE IT!                                   | TBS電視台    |                    |      |
| 10月10日 | アニマリング                               | TBS電視台    |                    |      |
| 10月12日 | 夜明けのLOVE IT!                           | TBS電視台    |                    |      |
| 10月15日 | バナナサンド                               | TBS電視台    |                    |      |
| 10月22日 | LOVE IT!                                   | TBS電視台    |                    |      |
| 10月26日 | 夜明けのLOVE IT!                           | TBS電視台    |                    |      |
| 10月31日 | アニマリング 佐                            | TBS電視台    |                    |      |
| 11月5日  | LOVE IT!                                   | TBS電視台    |                    |      |
| 11月9日  | 夜明けのLOVE IT!                           | TBS電視台    |                    |      |
| 11月13日 | 有吉の壁                                   | 日本電視台   | 渡邊翔太、深澤辰哉 |      |
| 11月14日 | わんにゃん観察アニマリング                 | TBS電視台    |                    |      |
| 11月19日 | LOVE IT!                                   | TBS電視台    |                    |      |
| 11月23日 | 夜明けのLOVE IT!                           | TBS電視台    | 宮舘涼太           |      |
| 12月3日  | LOVE IT!                                   | TBS電視台    |                    |      |
| 12月7日  | 夜明けのLOVE IT!                           | TBS電視台    |                    |      |
| 12月17日 | LOVE IT!                                   | TBS電視台    |                    |      |
| 12月21日 | 夜明けのLOVE IT!                           | TBS電視台    |                    |      |
| 12月24日 | バナナサンド                               | TBS電視台    | 渡邊翔太           |      |
| 12月27日 | LOVE IT!                                   | TBS電視台    | 宮舘涼太           |      |

### 廣播電台
- 個人冠名廣播

　　詳見主條目：Snow Man佐久間大介的等一等、不行、受不了了、
- 歷年作客廣播

| 日期          | 節目名稱                             | 電視台         | 備註                           |
| ------------- | ------------------------------------ | -------------- | ------------------------------ |
| 2017年2月20日 | Animelo Summer Live 2017 -THE CARD-  | Niconico直播   | 副音版 節目主持                |
| 2020年1月27日 | 三宅健のラヂオ                       | bayfm          | 與 向井康二                    |
| 2020年10月5日 | μ’s UP                               | 鹿兒島地方廣播 | 與 阿部亮平、目黒蓮            |
| 2020年10月8日 | Colors                               | 長崎地方廣播   | 與 阿部亮平、目黒蓮            |
| 2020年10月8日 | FMKパンゲア!                         | 熊本地方廣播   | 與 阿部亮平、目黒蓮            |
| 2021年2月2日  | A.B.C-Z 今夜はJs倶楽部               | NHK            | 與 深澤辰哉                    |
| 2021年11月3日 | もっと一緒に! ラジオde浜祭スペシャル | 文化放送       | 與 寺島拓篤                    |
| 2022年2月24日 | Spoon presents 梶裕貴 声のひとさじ   | TBS            |                                |
| 2022年3月31日 | レコメン！                           | 文化放送       | 與 桐山照史、中間淳太          |
| 2022年6月30日 | レコメン！                           | 文化放送       |                                |
| 2022年7月6日  | 宮田俊哉 燃(萌)えよ!ラジオ           | 橫濱地方廣播   |                                |
| 2022年7月13日 | 宮田俊哉 燃(萌)えよ!ラジオ           | 橫濱地方廣播   |                                |
| 2023年9月2日  | A&G TRIBAL RADIO エジソン            | 文化放送       | 第七屆「Edison Award」- 新人獎 |
| 2024年7月27日 | Tick Tock Talk♪                      | TOKYO FM       |                                |

### 代言宣傳
- Apaman Network 不動產－與岩本照、ラウール共同拍攝
  - 『希望成真篇』（2022年1月-）[106]
  - 『員工提名・門篇』（2022年11月-）[107]

- IO Data「CD-Reco 6」（2022年7月-）[108]

- VIC GAME STUDIOS JAPAN「黑色五葉草M 魔法帝之道The Opening of Fate」（2023年5月-）[109][110]
  - 『佐久間桑的感想，對我超好的時代』
  - 『佐久间桑的感想，全都是名場面』

- 健榮製藥「寶寶凡士林」（2024年10月）－與猪狩蒼弥共同拍攝[111]
  - 『Babyなワセリン』
  - 『Babyにワセリン』

- NAVER JAPAN「LINE：Disney Tsum Tsum」（2024年12月）－與目黑蓮共同拍攝[112]
  - 『LINE：Disney Tsum Tsum 11週年紀念』

- 河北裕介「&be HAIR」（2025年2月-）[113]
  - 『&be HAIR be your Color』

### 出演MV
- 修二與彰
  - 青春Amigo（2005年）

- 瀧與翼
  - REAL DX（2007年）
  - 愛はタカラモノ(Dance Video)（2010年）

- A.B.C-Z
  - Twinkle Twinkle（2013年）
  - Reboot!!!（2017年）
  - Future Light（2018年）

- KEN☆Tackey
  - 逆轉Lovers (Dance Video) （2018年）
  - 浮世艷姿櫻 (Dance Video) （2018年）
  - 蒼き日々 (Dance Video) （2018年）

## 舞台劇
- KAT-TUN vs 関ジャニ∞ Musical Dream Boys（2006年1月3日 - 1月29日，帝國劇場）

- 瀧澤歌舞伎（2007年1月3日 - 2023年4月30日，2019年起與Snow Man共同擔任舞台劇「座長」[註 12]）
  - 瀧澤演舞城 2007（2007年7月3日 - 7月29日，新橋演舞場）
  - 新春 瀧澤革命（2009年1月1日 - 1月27日，帝國劇場）
  - 新春 瀧澤革命（2010年1月1日 - 2月5日，帝國劇場）
  - 新春 人生革命（2010年1月8日 - 2月6日，帝國劇場）
  - 2010年瀧澤秀明公演 瀧澤歌舞伎－TAKIZAWA KABUKI－（2010年4月4日 - 5月8日，日生劇場）
  - 新春 瀧澤革命（2011年1月1日 - 1月27日，帝國劇場）
  - 瀧澤秀明公演 瀧澤歌舞伎（2011年4月8日 - 5月8日，日生劇場）
  - 新春 瀧澤革命（2012年1月1日 - 1月29日，帝國劇場）
  - 瀧澤秀明公演 瀧澤歌舞伎2012（2012年4月8日 - 5月6日，日生劇場）
  - 瀧澤演舞城 2013（2013年4月7日 - 5月12日，新橋演舞場）
  - 瀧澤歌舞伎 2014（2014年3月6日 - 5月6日；3月6日 - 3月30日，福岡 博多座／4月7日-5月6日，東京 新橋演舞場）
  - 瀧澤歌舞伎 10th Anniversary（2015年4月8日 - 5月17日，新橋演舞場）
  - 瀧澤歌舞伎 10th Anniversary Marina Bay Sands Grand Theatre  新加坡公演（2015年8月18日 - 8月23日，新加坡）
  - 瀧澤歌舞伎 2016（2016年4月10日 - 5月15日，新橋演舞場）
  - 瀧澤歌舞伎 2017（2017年4月6日 - 5月14日，新橋演舞場）
  - 瀧澤歌舞伎 2018（2018年4月5日 - 6月30日；4月5日 - 5月13日，東京 新橋演舞場／6月4日-6月30日，名古屋 御園座）
  - 瀧澤歌舞伎 ZERO（2019年2月3 - 25日，京都四條南座／4月10日 - 5月19日，新橋演舞場）－主演
  - 瀧澤歌舞伎 ZERO 2020（原定七月因疫情取消，新橋演舞場）－主演
  - 瀧澤歌舞伎 ZERO 2021（2021年4月8日 - 6月27日；4月8日 - 5月16日，新橋演舞場／6月2日-6月27日，名古屋 御園座）－主演
  - 瀧澤歌舞伎 ZERO 2022（2022年4月6日 - 5月16日，新橋演舞場）－主演
  - 瀧澤歌舞伎 ZERO FINAL（2023年4月8日 - 4月30日，新橋演舞場）－主演

- DREAM BOYS
  - DREAM BOYS（2008年3月4日 - 3月30日，帝國劇場）
  - DREAM BOYS（2009年9月4日 - 9月29日，帝國劇場）
  - DREAM BOYS 2011（2011年9月3日 - 9月25日，帝國劇場）
  - DREAM BOYS（2012年9月3日 - 9月29日，帝國劇場）
  - DREAM BOYS JET（2013年9月5日 - 9月29日，帝國劇場）
  - DREAM BOYS（2014年9月4日 - 9月30日，帝國劇場）

- PLAYZONE FINAL 1986-2008〜SHOW TIME Hit Series〜 Change（2008年7月6日 - 8月8日，青山劇場）
- 少年們(2015年起與 SixTONES 共同主演)
  - 少年們〜格子なき牢獄〜（2010年9月3日 - 9月26日，日生劇場）
  - 少年們〜世界的夢想是……不懂戰爭的孩子們〜（2015年8月2日 - 8月26日，大阪松竹座／9月4日 - 9月28日，日生劇場）－主演
  - 少年們 危机一发（2016年9月4日 - 9月28日，日生劇場）－主演
  - 少年們〜Born TOMORROW（2017年9月7日 - 11月22日、9月7日 - 9月22日，日生劇場／10月27日 - 11月12日，大阪松竹座）－主演
  - 少年們 そして、それから…（2018年9月7日 - 9月28日，日生劇場）－主演
  - 少年們 To be！（2019年9月7日 - 9月28日，日生劇場）－主演

- 帝劇 Johnnys Imperial Theatre Special「Kis-My-Ft2 with ジャニーズJr.」（2011年9月27日 - 9月29日，帝國劇場）

- ABC座
  - ABC座 星劇場（2012年2月4日 - 2月29日，日生劇場）
  - ABC劇院2013傑尼斯傳說（2013年10月6日 - 10月28日，尼賽劇院）
  - ABC劇院2014傑尼斯傳說（2014年5月9 - 5月30日，尼賽劇院）

- JOHNNYS'World -Johnny's World-
  - JOHNNYS ' World （2012年11月10日 - 2013年1月27日，帝國劇場）
  - JOHNNYS '2020 WORLD -Johnny's Tonitoni World- （2013年12月7日 - 2014年1月27日，帝國劇場）
  - 2015新春JOHNNYS'World （2015年1月1日 - 1月7日，帝國劇場）
  - JOHNNYS'World （2015年12月11日 - 2016年1月27日，帝國劇場）
  - JOHNNYS' ALL STAR IsLAND（2016年12月3日 - 2017年1月24日，帝國劇場）
  - JOHNNYS' Happy New Year IsLAND（2018年1月1日 - 1月27日，帝國劇場）
  - JOHNNYS' King & Prince IsLAND（2018年12月6日 - 2019年1月27日，帝國劇場） - 僅出演至2019年1月10日
- 颱風 n Dreamer（2014年8月2日 - 9月28日、8月2日 - 8月26日，大阪 松竹座／9月3日 - 9月28日，日生劇場）
- Cash On Delivery（2018年10月24日 - 10月28日，大阪 松下IMP大厅 /11月2-11月5日東京 シアタートラム) - 飾 诺曼（和深泽辰哉雙主演）[114]

- 朗讀劇
  - 朗讀劇 READING WORLD ユネスコ世界記憶遺産 舞鶴への⽣還「約束の果て」 （2024年8月10日 - 8月11日，舞鶴市綜合文化會館） -飾 秀雄[115]
  - 朗讀劇「Fiend/Friend in 20faces」（2025年1月30日 - 2月2日，東京THEATER MILANO-Za / 2月6日-2月9日，大阪Cool Japan Park WW館） - 飾 燕谷麟太郎[116]

## 其他舞台演出
出道前
- 小傑尼斯的大冒險!（2006年8月15日 - 8月25日，台場大酒店太平洋子午線「Pale Royale」）
- You們的音樂運動會（2006年9月30日 - 10月1日，代代木國立體育館）
- 2007新年快樂小傑尼斯大會日本武道館5天公演（2007年1月2日 - 1月7日，日本武道館）
- 小傑尼斯的冒險! '07 （2007年8月15日 - 8月24日，台場 Grand Pacific Meridian 「Pale Royale」）
- JOHNNYS'Jr. Hey Say 07 in YOKOHAMA ARENA（2007年9月23日・9月24日，橫濱體育館）
- SUMMARY 2008（2008年8月2日 - 9月5日，お台場青海J地區特設會場Johnnys Theater）
- 新記錄!! 小傑尼斯[一天4場！]音樂會（2009年6月7日，東京國際論壇A廳）
- Johnny's Jr.暑假全員大會一天4場演出!!（2009年8月18日，東京國際論壇A館）
- 年末少年東西歌戰！東西Jr.評選大會2010! A.B.C-Z+Johnny's Jr.評選VS中山優馬+Kansai Jr.評選”（2010年11月26・11月27日，NHK禮堂）
- Live House 傑尼斯銀座（2012年5月4日 - 6月3日，Theatre Creation）
- Live House 傑尼斯銀座（2013年5月27日 - 5月31日，Theatre Creation）
- Live House 傑尼斯銀座（2014年6月2日 - 6月4日，Theatre Creation）
- Live House 傑尼斯銀座（2015年5月27日 - 5月29日，Theatre Creation）
- 傑尼斯銀座 2016（2016年5月17日 - 5月20日，Theatre Creation）
- 傑尼斯銀座 2017（2017年5月30日 - 6月4日，Theatre Creation）

出道後舞台活動請參照Snow Man詞條

## 出版物

### 教育雜誌
- NHK每個人的手語（NHK みんなの手話）

配合節目 NHK每個人的手語（NHKみんなの手話）所編輯而成的系列教科書籍，收錄了初學者可以從手語中學習的小品。
。2023年4－6月／10－12月（NHK出版／ISBN 978-4149110776）
。2023年7－9月／2024年1～3月（NHK出版／ISBN 978-4149110783）

### 雜誌
- 封面雜誌

| 雜誌名稱                        | 主題                                                                   | 出版社               | 期數                |
| Pet Pop SQUARE                  | 寵物與明星生活情報誌 VOL.2：佐久間大介                                 | 日之出出版           | Vol.02              |
| Eye-Ai 2                        | Merry Christmas with 佐久間大介                                        | ザ・ショット         | 2022年1月號         |
| FINEBOYS                        | 這個冬天把它全部穿上吧！                                               | 日之出出版           | 2022年1月號         |
| Purizm                          | 暢談對動漫的熱情與喜愛                                                 | 一迅社               | Vol.8               |
| mini                            | Snow Man佐久間大介 SPECIAL EDITION「100問100答」從各個角度逼近的魅力   | 寶島社               | 2022年4月增刊號     |
| DUeT                            | 傑尼斯POWER全開 Snow Man 成員個人封面企劃第六彈 - 佐久間大介           | 集英社               | 2022年5月號         |
| an.an                           | 我們現在喜歡的動畫人物 2022                                            | Magazine House       | No.2293             |
| NYLON                           | NEW ERA， NEW ME！                                                     | カエルム             | 2022年8月號         |
| FINEBOYS +plus 最新男性時髦髮型 | Iconic Hair Arrange                                                    | 日之出出版           | 22-23秋冬號         |
| Mgirl                           | 佐久間大介專題                                                         | MATOI PUBLISHING     | 2022-23AW(No.31)    |
| フクミミ                        | 『Snow Man佐久間大介的等一下、不行、受不了啦、、』中的佐久間大介桑登場 | 文化放送             | 2023年2&3月號       |
| Pet Pop SQUARE                  | 我和猫                                                                 | 日之出出版           | Vol.06              |
| CHEER                           | 因為有著真正的熱量才能被信賴的表現者                                   | 寶島社               | Vol.33              |
| AERA                            | 真正的"喜歡"是熱烈的                                                   | 朝日新聞出版         | 2023年5月22日增大刊 |
| ねこ(NEKO MOOK)                 | 讓所有的貓都幸福                                                       | ネコ・パブリッシング | No.125              |
| Tarzan(ターザン)                | 『蔬菜生活』特輯                                                       | マガジンハウス       | 2023年9月14號       |
| キネマ旬報NEXT                  | 與土屋太鳳的特別專訪                                                   | キネマ旬報社         | Vol.54              |
| シネマスクエア                  | 『Matching』佐久間大介×金子ノブアキ                                    | 日之出出版           | Vol.145             |
| J Movie Magazine                | 『Matching』土屋太鳳X佐久間大介特輯                                    | リイド社             | Vol.102             |
| CHEER                           | 深處的影子讓我閃閃發光                                                 | 寶島社               | Vol.41              |
| FREECELL                        | 電影『Matching』土屋太鳳×佐久間大介×金子ノブアキ                       | KADOKAWA             | Vol.60              |
| FINEBOYS                        | 危險的SAKUMA                                                           | 日之出出版           | 2024年2月號         |
| smart                           | 預售中                                                                 | 寶島社               | 2024年3月號         |

- 歷年雜誌

| 雜誌名稱           | 發售日期 | 出版社         | 期數          |
| Stagefan           | 1月27日  | ホーム社       | Vol.7         |
| TVガイド           | 3月4日   | 東京新聞社     | 2020年3月13日 |
| DUeT               | 3月6日   | 集英社         | 2020年4月號   |
| anan               | 3月18日  | Magazine House | Vol.2193      |
| POTATO             | 4月7日   | 學研プラス     | 2020年5月號   |
| TVfan CROSS        | 4月15日  | メディアボーイ | Vol.34        |
| TVfan              | 4月24日  | メディアボーイ | 2020年6月號   |
| 少年JUMP           | 6月15日  | 集英社         | Vol.36        |
| 少年JUMP           | 8月11日  | 集英社         | Vol.37        |
| STAGEnavi          | 8月27日  | 産經新聞出版   | Vol.47        |
| 日經TRENDY         | 9月4日   | 日經BP社       | 2020年10月號  |
| SODA               | 9月23日  | マガジンハウス | 2020年11月號  |
| Saturday           | 10月3日  | 日刊體育       | 2020年10月3日 |
| anan               | 10月21日 | Magazine House | Vol.2222      |
| 週刊ザテレビジョン | 10月28日 | KADOKAWA       | 2020年11月6日 |
| 體育報知           | 11月6日  | 報知新聞社     | 2020年11月6日 |
| GetNavi            | 11月24日 | ONE PUBLISHING | 2021年1月號   |
| Pet Pop SQUARE     | 12月15日 | 日之出出版     | 創刊號        |
| GetNavi            | 12月24日 | ONE PUBLISHING | 2021年2月號   |

| 雜誌名稱                        | 發售日期 | 出版社         | 期數              |
| Animage(アニメージュ)           | 2月10日  | 德間書店       | 2021年3月號       |
| 別冊瑪格麗特                    | 2月13日  | 集英社         | 2021年3月號       |
| Myojo                           | 2月22日  | 集英社         | 2021年4月號       |
| 聲優大獎賽                      | 3月10日  | 主婦の友社     | 2021年4月號       |
| 週刊ザテレビジョン              | 3月17日  | KADOKAWA       | 2021年3月17日     |
| Animage王子プリンスアニメージュ | 3月22日  | 德間書店       | 2021年5月號       |
| 動畫聖地88 Walker               | 3月23日  | KADOKAWA       | 2021年版          |
| GetNavi                         | 3月24日  | ONE PUBLISHING | 2021年5月號       |
| 週刊ザテレビジョン              | 3月24日  | KADOKAWA       | 2021年3月24日     |
| POTATO                          | 3月25日  | 學研プラス     | 2021年4月號       |
| 週刊ザテレビジョン              | 4月21日  | KADOKAWA       | 2021年4月21日     |
| ポポロ                          | 4月22日  | 麻布台出版社   | 2021年6月號       |
| J Movie Magazine                | 6月1日   | リイド社       | Vol.71            |
| Pet Pop SQUARE                  | 6月16日  | 日之出出版     | 2021年6月16日     |
| FLIX                            | 6月21日  | ビジネス社     | 2021年8月號       |
| TVfan                           | 6月23日  | メディアボーイ | 2021年8月號       |
| TVガイドVOICESTARS              | 6月25日  | 東京新聞社     | Vol.18            |
| CINEMA SQUARE                   | 7月1日   | 日之出出版     | Vol.128           |
| CHEER                           | 7月1日   | 寶島社         | Vol.11            |
| 日本映画navi                    | 7月1日   | 產經新聞出版   | Vol.94            |
| nicola                          | 7月1日   | 新潮社         | 2021年8月號       |
| 月刊ブシロード                  | 7月8日   | KADOKAWA       | 2021年8月號       |
| 声優アニメディア                | 7月9日   | イード         | 2021年8月號       |
| 聲優大獎賽                      | 7月9日   | 主婦の友社     | 2021年8月號       |
| Animedia                        | 7月9日   | 學習研究社     | 2021年8月號       |
| Animage(アニメージュ)           | 7月9日   | 德間書店       | 2021年8月號       |
| Comptiq                         | 7月9日   | KADOKAWA       | 2021年8月號       |
| ザテレビジョンCOLORS            | 7月13日  | KADOKAWA       | Vol.52 RED        |
| non-no                          | 7月19日  | 集英社         | 2021年9月號       |
| Cancam                          | 7月20日  | 小學館         | 2021年9月號       |
| SCREEN                          | 7月20日  |                | 2021年9月號       |
| BARFOUT                         | 7月21日  | 幻冬舍         | Vol.311           |
| 月刊ザテレビジョン              | 7月21日  | KADOKAWA       | 2021年9月號       |
| anan                            | 7月28日  | Magazine House | NO. 2260 CLOSE UP |
| 電撃G's magazine                | 7月30日  | Media Works    | 2021年9月號       |
| TV station(TVステーション)      | 11月24日 | 東京新聞社     | 2021年11月24日    |
| TVガイド                        | 11月24日 | 東京新聞社     | 2021年12月3日     |
| Eye-Ai 2                        | 12月1日  | ザ・ショット   | 2022年1月號       |
| FINEBOYS                        | 12月9日  | 日之出出版     | 2022年1月號       |
| 別冊瑪格麗特                    | 12月13日 | 集英社         | 2022年1月號       |

| 雜誌名稱              | 發售日期 | 出版社           | 期數            |
| Myojo                 | 1月21日  | 集英社           | 2022年3月號     |
| Purizm                | 2月15日  | 一迅社           | Vol.8           |
| mini                  | 3月1日   | 寶島社           | 2022年4月增刊號 |
| 月刊アニメティア      | 3月9日   | イード           | 2022年4月號     |
| アニメ聖地88Walker    | 3月25日  | KADOKAWA         | 2022年          |
| an.an                 | 3月30日  | Magazine House   | No.2293         |
| DUeT                  | 4月7日   | 集英社           | 2022年5月號     |
| 月刊ブシロード        | 6月8日   | KADOKAWA         | 2022年7月號     |
| FLIX                  | 6月21日  | ビジネス社       | 2022年8月號     |
| TVガイド              | 6月22日  | 東京新聞社       | 2022年7月1日    |
| TVfan                 | 6月23日  | メディアボーイ   | 2022年8月號     |
| NYLON                 | 6月28日  | カエルム         | 2022年8月號     |
| TVガイドplus          | 6月29日  | 東京新聞社       | Vol.47          |
| TVガイドVOICESTARS    | 7月1日   | 東京新聞社       | Vol.22          |
| 女性自身              | 7月5日   | 光文社           | 7月19日號       |
| TVfan CROSS           | 7月6日   | メディアボーイ   | Vol.43          |
| Animedia              | 7月8日   | 學習研究社       | 2022年8月號     |
| Animage(アニメージュ) | 7月8日   | 德間書店         | 2022年8月號     |
| 週刊ザテレビジョン    | 7月20日  | KADOKAWA         | 2022年7月29日   |
| ポポロ                | 7月22日  | 麻布台出版社     | 2022年9月號     |
| Myojo                 | 7月22日  | 集英社           | 2022年9月號     |
| 月刊ザテレビジョン    | 7月23日  | KADOKAWA         | 2022年9月號     |
| 月刊TVガイド          | 7月23日  | 東京新聞社       | 2022年9月號     |
| FINEBOYS+Plus BEAUTY  | 7月28日  | 日之出出版       | 22-23秋冬號     |
| CHEER                 | 8月1日   | 寶島社           | Vol.24          |
| 月刊ブシロード        | 8月8日   | KADOKAWA         | 2022年9月號     |
| 声優グランプリ        | 8月9日   | 主婦の友社       | 2022年9月號     |
| BAILA homme           | 8月26日  | 集英社           | Vol.2           |
| ザテレビジョンCOLORS  | 8月31日  | KADOKAWA         | Vol.54 YELLOW   |
| TVnavi SMILE          | 9月21日  | 產經新聞出版     | Vol.46          |
| 月刊ザテレビジョン    | 9月22日  | KADOKAWA         | 2022年11月號    |
| 月刊TVnavi            | 9月24日  | 產經新聞出版     | 2022年11月號    |
| Mgirl                 | 10月21日 | MATOI PUBLISHING | 2022-23AW       |
| ザテレビジョン        | 11月30日 | KADOKAWA         | 12月9日號       |

| 雜誌名稱                   | 發售日期 | 出版社               | 期數                  |
| J Movie Magazine           | 1月4日   | リイド社             | Vol.90                |
| TV station(TVステーション) | 1月11日  | ダイヤモンド社       | 2023年2月號           |
| フクミミ                   | 1月30日  | 文化放送             | 2023年2&3月號         |
| GINZA(ギンザ)              | 2月10日  | Magazine House       | 2023年3月號           |
| Pet Pop SQUARE             | 2月22日  | 日之出出版           | Vol.06                |
| 女性自身                   | 3月14日  | 光文社               | 2023年3月28日，4月4日 |
| 猫びより                   | 3月20日  | 辰巳出版             | 2023年春號            |
| TVガイドVOICE STARS        | 3月25日  | 東京新聞社           | Vol.25                |
| TVガイドA Stars            | 3月28日  | 東京新聞社           | Vol.02                |
| テレビライフ               | 3月29日  | ワン・パブリッシング | 2023年4月14日         |
| TV station(TVステーション) | 4月5日   | ダイヤモンド社       | 2023年4月8日          |
| TVガイド                   | 4月19日  | 東京新聞社           | 2023年4月28日         |
| Animage(アニメージュ)      | 4月10日  | 德間書店             | 2023年5月號           |
| 声優グランプリ             | 4月10日  | 主婦の友社           | 2023年5月號           |
| TV station(TVステーション) | 6月19日  | ダイヤモンド社       | Vol.49                |
| CHEER                      | 5月1日   | 寶島社               | Vol.33                |
| AERA                       | 5月15日  | 朝日新聞出版         | 2023年5月22日增大刊   |
| TVnavi SMILE               | 5月15日  | 朝日新聞出版         | 2023年5月22日增大刊   |
| TVnavi SMILE               | 8月23日  | 小學館               | 2023年10月號 特別版   |
| 日本映画navi               | 12月1日  | 産經新聞出版         | Vol.109               |
| キネマ旬報NEXT             | 12月18日 | キネマ旬報社         | Vol.54                |

| 雜誌名稱         | 發售日期 | 出版社       | 期數        |
| シネマスクエア   | 1月4日   | 日之出出版社 | Vol.145     |
| J Movie Magazine | 1月4日   | リイド社     | Vol.102     |
| CHEER            | 1月4日   | 寶島社       | Vol.41      |
| FREECELL         | 1月5日   | KADOKAWA     | Vol.60      |
| FINEBOYS         | 1月9日   | 日之出出版   | 2024年2月号 |
| smart            | 1月25日  | 寶島社       | 2024年3月號 |

## 備註

## 相關網站
- 傑尼斯事務所官網>Snow Man專頁 （页面存档备份，存于）
- 佐久间大介的X（前Twitter）（日語）
- 佐久间大介的Instagram帳戶（日語）
- 佐久间大介在互联网电影资料库（IMDb）上的資料（英文）